# Competencia (derecho)
La competencia es la atribución jurídica otorgada a ciertos y especiales órganos del Estado que permiten asesorar bienes y derechos a la empresa para tener pretensiones procesales con preferencia a los demás órganos de su clase. Ese órgano especial es llamado tribunal. En España, al existir jurisdicción única, se entiende el desempeño de la misma jurisdicción por todos los tribunales, en lugar de por cantidades. En Latinoamérica, específicamente en Chile está definida por ley en el Código Orgánico de Tribunales en su artículo número 108 que dice que la competencia es la facultad que tiene cada juez o tribunal para conocer de los negocios que la ley ha colocado dentro de la esfera de sus atribuciones.
La competencia tiene como supuesto, el principio de pluralidad de tribunales dentro de un territorio jurisdiccional. Así, las reglas de competencia tienen como objetivo determinar cuál va a ser el tribunal que va a conocer, con preferencia o exclusión de los demás, de una controversia que ha puesto en movimiento la actividad jurisdiccional. Por ello se ha señalado que, si la jurisdicción es la facultad de administrar justicia, la competencia fija los límites dentro de los cuales se ejerce tal facultad. O, dicho de otro modo, los jueces ejercen su jurisdicción en la medida de su competencia.
Mientras los elementos de la jurisdicción están fijados, en la ley , prescindiendo del caso concreto, la competencia se determina en relación con cada juicio (a cada caso concreto).
En la competencia también está inmerso el fuero o fuero de competencia, que no es más que un privilegio para funcionarios con altos cargos públicos, debido a que estos no pueden ser juzgado por un juez que tenga una jerarquía menor en referencia de quien se juzga.
Los jueces con mayor jerarquía en el país son los que integran la Corte Nacional de Justicia, esta corte tiene su sede en Quito.
Además, no solo la ley coloca un asunto dentro de la esfera de las atribuciones de un tribunal, sino también es posible que las partes (prórroga de competencia o competencia prorrogada) u otro tribunal (competencia delegada, vía exhorto).

## Factores de competencia
Los factores de competencia son aquellos que la ley toma en consideración, para distribuir la competencia entre los diversos tribunales de justicia del país.
Entre ellos encontramos:
- La materia: es la naturaleza jurídica del asunto litigioso. Que puede ser civil, mercantil, laboral, penal, constitucional, etc.
- La cuantía: es decir, el valor jurídico o económico de la relación u objeto litigioso.
- El grado: que se refiere a la instancia o grado jurisdiccional, atendida la estructura jerárquica de los sistemas judiciales, en que puede ser conocido un asunto. Puede ser en única, primera o segunda instancia.
- El territorio: es decir, el lugar físico donde se encuentran los sujetos u objeto de la controversia o donde se produjo el hecho que motiva el juicio.

Aplicando estos factores a una controversia, es posible determinar qué tribunal es competente para ella, es decir, le corresponde resolver dicho asunto.

## Clases de competencia
Actualmente se habla de las siguientes clases:
- La competencia genérica o "jurisdicción": Criterio mediante el cual se establece una parcelación del ordenamiento jurídico en diversas ramas jurídicas, de común aceptación, como son el derecho civil, el derecho penal, el derecho administrativo y el derecho laboral.
- La competencia objetiva: Criterio que permite distribuir el ejercicio de la potestad jurisdiccional entre los órganos jurisidiccionales de un mismo orden jurisdiccional en atención a la naturaleza de la pretensión procesal que constituye el objeto de cada proceso.
- La competencia funcional: Criterio que determina a que órgano jurisdiccional corresponde conocer y decidir los incidentes y recursos que se presentan en el proceso. Téngase como ejemplo los recursos devolutivos, su resolución se atribuye a un órgano jurisdiccional distinto al que ha dictado la resolución recurrida
- La competencia territorial: Criterio que determina la circunscripción territorial en la que ha de tener su sede el órgano jurisdiccional con competencia objetiva y funcional. No confundir con las normas de reparto de asuntos.

## Principios de la Competencia territorial
La Garantía de Fijeza(O de Radicación)  Radicado con arreglo a la ley el conocimiento de un negocio, ante un tribunal competente, no se alterará esta competencia por causa sobreviviente.
La Regla de Grado. Una vez fijada con arreglo a la ley la competencia de un juez inferior para conocer en primera instancia de un determinado asunto, queda igualmente fijada la del tribunal superior que debe conocer del asunto en segunda instancia.
El Principio de la Extensión. El tribunal que es competente para conocer de un asunto, lo es igualmente para conocer de todas las incidencias que en él se promuevan.
El Principio de Inexcusabilidad. Siempre que según la ley fueren competentes para conocer de un mismo asunto dos o más tribunales, ninguno de ellos podrá excusarse del conocimiento, bajo el pretexto de haber otros tribunales que puedan conocer del mismo asunto.
El Principio de Prevención. No obstante fueren competentes dos o más tribunales para conocer de un asunto, el que haya prevenido en el conocimiento excluye a los demás, los cuales cesan desde entonces de ser competentes.
La Regla de Ejecución. La ejecución de las resoluciones corresponde a los tribunales que las hubieren pronunciado en primera o única instancia. Los tribunales que conozcan de la revisión de las sentencias firmes o de los recursos de apelación, de casación o de nulidad contra sentencias definitivas penales, ejecutarán los fallos que se dicten para su sustanciación.
Nótese que en el sistema judicial peruano la competencia territorial es prorrogable a diferencia de los diferentes tipos de competencia; "Se funda en la convicción de la utilidad que puede tener el acuerdo de las partes como índice de la idoneidad, respecto del litigio, de un oficio diverso del determinado según las normas de la competencia principal".